# Malajálam írás
A malajálam írás (malajálam:മലയാളലിപി) Bráhmi eredetű írásrendszer, közvetlen elődje a grantha írás, amelyből a 17. század körül alakult ki a telugu írásrendszerrel együtt. Malajálam írással jegyzik a Délnyugat-Indiában (Kerala államban) mintegy 28 millió anyanyelvi lakos által beszélt malajálam nyelv szavait, de a konkani nyelv egyik lejegyzési módja is malajálam írással történik. A malajálam a négy nagy dravida nyelv egyike, a tamil, telugu, kannada mellett. A nyelvet kezdetben vatteluttu írással jegyezték.
A malajálam írás alfabetikus szótagírás (ún. abugida), olyan ábécé, amelynek alapegysége a mássalhangzó-alapú szótag, amely egy belső [a] magánhangzót tartalmaz. Mint a többi dél-indiai írásrendszert, a malajálam írást is jellemzően kerek karakterek alkotják. Átírása meglehetősen egyszerű, mivel minden fonetikus hangértéknek külön írásjele van, kiolvasása a karakterek kapcsolódásainak változatossága (ligatúrák) miatt azonban viszonylag nehézkes. A fonetikus karakterkészlet némiképp eltér a többi dravida nyelv írásaiban alkalmazott fonémáktól.
Hasonlósága a tamil íráshoz szembeötlő, azonban annál több írásjelet tartalmaz. A zöngés, zöngétlen, illetve aspirált mássalhangzók között különbséget tesz.

## Jellegzetességei
- Az írás vízszintes, balról jobbra irányú.
- A szimbólumok alapkészlete 36 mássalhangzóból és 14 magánhangzóból áll. A bráhmi írásokhoz hasonlóan minden mássalhangzó egy úgynevezett inherens magánhangzót tartalmaz, a malajálam nyelv esetében az /a/-t.[3] A többi magánhangzó jelölése kiegészítő, úgynevezett diakritikus jelekkel történik, amelyek a mássalhangzó jele fölött, alatt, vagy két oldalán jelzik a magánhangzó hangértékét. A szókezdő, vagy önállóan álló magánhangzóknak külön jelük van. Az inherens magánhangzó eltávolítására az úgynevezett viráma vagy halant jel ( ്)szolgál (például: ക ka → ക് k).
- Hét jel nem tartalmaz inherens magánhangzót, ezek az úgynevezett „csillu” karakterek.
- Jellemző két vagy három, inherens magánhangzót nem tartalmazó mássalhangzó találkozása esetén, hogy jelölésük egy jellel történik (ligatúrák).
- Az írásjelet követő hehezetes hang /h/ jelölésére az ún. viszárga jele ( ഃ)szolgál, ugyanígy külön jelölik az /ṁ/ nazális hangzót ( ം  anuszvára).
- A szavakat szóközzel választják el, és a mondat végét egy pont jelzi, mint az európai gyakorlatban.
- Bár a malajálam írásban a számoknak önálló jelük van, ma már az arab számokat használják.

## Magánhangzók

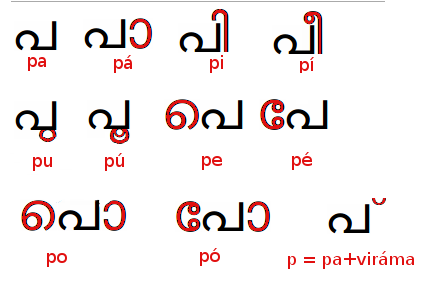
Néhány malajálam csatolt magánhangzó a /p/ mássalhangzó példáján

A magánhangzóknak két formája lehetséges, az önállóan használt, vagy szókezdő alak és az inherens, („bennfoglalt” /a/) magánhangzó módosítására szolgáló kapcsolt, vagy diakritikus alak. Ez utóbbiak elhelyezkedését a mássalhangzóhoz viszonyítva az ábra szemlélteti.
| Malajálam önálló forma | Kapcsolt forma | ISO | Magyaros ejtésközelítő |
| ---------------------- | -------------- | --- | ---------------------- |
| അ                      | nincs          | a   | a                      |
| ആ                      | ാ               | ā   | á                      |
| ഇ                      | ി               | i   | i                      |
| ഈ                      | ീ               | ī   | í                      |
| ഉ                      | ു               | u   | u                      |
| ഊ                      | ൂ               | ū   | ú                      |
| ഋ                      | ൃ               | r̥   | ru                     |
| എ                      | െ               | e   | e                      |
| ഏ                      | േ               | ē   | é                      |
| ഐ                      | ൈ               | ai  | ai                     |
| ഒ                      | ൊ               | o   | o                      |
| ഓ                      | ോ               | ō   | ó                      |
| ഔ                      | ൌ               | au  | au                     |

## Mássalhangzók
| Malajálam | ISO | Magyaros ejtésközelítő |
| --------- | --- | ---------------------- |
| ക         | ka  | ka                     |
| ഖ         | kha | kha                    |
| ഗ         | ga  | ga                     |
| ഘ         | gha | gha                    |
| ങ         | ṅa  | hnya                   |
| ച         | ca  | csa                    |
| ഛ         | cha | csa                    |
| ജ         | ja  | dzsa                   |
| ഝ         | jha | dzsha                  |
| ഞ         | ña  | nya                    |
| ട         | ṭa  | ta                     |
| ഠ         | ṭha | tha                    |
| ഡ         | ḍa  | da                     |
| ഢ         | ḍha | dha                    |
| ണ         | ṇa  | na                     |
| ത         | ta  | ta                     |
| ഥ         | tha | tha                    |
| ദ         | da  | da                     |
| ധ         | dha | dha                    |
| ന         | na  | na                     |
| പ         | pa  | pa                     |
| ഫ         | pha | pha                    |
| ബ         | ba  | ba                     |
| ഭ         | bha | bha                    |
| മ         | ma  | ma                     |
| യ         | ya  | ja                     |
| ര         | ra  | ra                     |
| ല         | la  | la                     |
| വ         | va  | va                     |
| ശ         | śa  | sa                     |
| ഷ         | ṣa  | sa                     |
| സ         | sa  | sza                    |
| ഹ         | ha  | ha                     |
| ള         | ḷa  | la                     |

## Számok
A malajálam számok és törtek jelölése ma már a nálunk is használt hindu–arab számírással történik, azonban régebben ezeknek is önálló jelölésük volt:
| 0 | 1 | 2 | 3 | 4 | 5 | 6 | 7 | 8 | 9 | 10 | 100 | 1000 | ¼ | ½ | ¾ |
| - | - | - | - | - | - | - | - | - | - | -- | --- | ---- | - | - | - |
| ൦ | ൧ | ൨ | ൩ | ൪ | ൫ | ൬ | ൭ | ൮ | ൯ | ൰  | ൱   | ൲    | ൳ | ൴ | ൵ |

## Mássalhangzók kapcsolódása (mássalhangzó-ligatúrák)
A malajálam nyelvben is előfordulnak mássalhangzó-torlódások, amelyek vagy a mássalhangzó kettőződésével, vagy más mássalhangzó(k) kapcsolódásával jönnek létre. Ezek jelölése két módon történhet:
- A karakterek egymás mellé írásával, ekkor az első karakter a viráma jellel elveszti az /a/ inherens magánhangzót, a második megtartja. pl. ക്‌ + ക = ക്‌ക → kka
- Különleges karakterek bevezetésével. pl. ക്ക = kka

| Hangzók | Nem kapcsolt forma | Kapcsolt forma (ligatúra) |
| ------- | ------------------ | ------------------------- |
| kka     | ക്‌ക                 | ക്ക                        |
| ṅka     | ങ്‌ക                 | ങ്ക                        |
| ṅṅa     | ങ്‌ങ                 | ങ്ങ                        |
| ñca     | ഞ്ച                 | ഞ്ച                        |
| ñña     | ഞ്‌ഞ                 | ഞ്ഞ                        |
| ṭṭa     | ട്‌ട                 | ട്ട                        |
| ṇṭa     | ണ്ട                 | ണ്ട                        |
| ṇṇa     | ണ്‌ണ                 | ണ്ണ                        |
| tta     | ത്‌ത                 | ത്ത                        |
| nta     | ന്‌ത                 | ന്ത                        |
| nna     | ന്‌ന                 | ന്ന                        |
| ppa     | പ്‌പ                 | പ്പ                        |
| mpa     | മ്‌പ                 | മ്പ                        |
| mma     | മ്‌മ                 | മ്മ                        |
| cca     | ച്‌ച                 | ച്ച                        |
| bba     | ബ്‌ബ                 | ബ്ബ                        |
| yya     | യ്‌യ                 | യ്യ                        |
| vva     | വ്‌വ                 | വ്വ                        |

## Példa az átírásra
മലയാളലിപി = malajála lipi = malajálam írás
- മ = ma
- ല = la
- യാ = já
- ള = la
- ലി = li
- പി = pi